# Chronicles of the Sword
Chronicles of the Sword – komputerowa gra przygodowa typu wskaż i kliknij w gatunku fantasy, wydana w 1996 roku przez firmę Psygnosis (wówczas już część Sony Computer Entertainment) na platformy PC DOS i Sony PlayStation.

## Fabuła
Gra oparta jest na legendach arturiańskich. Gracz wciela się w rolę młodego rycerza Gawaina, któremu Merlin powierzył misję pozbycia się spiskującej przyrodniej siostry króla Artura, władającej mroczną magią Morgany, która spiskuje aby przejąć tron. Akcja rozpoczyna się na zamku Camelot, a kończy w posępnej twierdzy czarownicy na wyspie Lyonesse.

## Odbiór
Gra otrzymała raczej nieprzychylne oceny, uzyskując w agregatorze GameRankings ocenę 41,00%. Grę chwalono za dobrej jakości grafikę, zaś krytykowano za sterowanie i wolną rozgrywkę.